# Albert Geelvinck

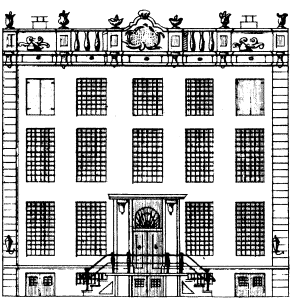
Tekening Herengracht 518 in het Grachtenboek van Caspar Philips. De lijstgevel in Lodewijk XIV-stijl, die rond 1725 moet zijn aangebracht, is verdwenen en aangepast.

Albert Geelvinck (Amsterdam, 25 augustus 1647 - aldaar, 27 september 1693) was de zoon van Cornelis Geelvinck en Elisabeth Velecker. (Haar achternaam lijkt tamelijk obscuur, maar zij bleek verwant aan de burgemeesters Albert Burgh, Geurt van Beuningen en Nicolaes Tulp.). Zijn vader hertrouwde Margaretha Bicker, een dochter van Cornelis Bicker, nadat zijn eerste vrouw was gestorven. Zijn overgrootvader was een handelaar in erwten en bonen. Het verhaal is bekend geworden, vanwege een ruzie tussen de vader van Albert Geelvinck met burgemeester Gillis Valckenier.
Het is niet onmogelijk dat de oorsprong van de rijkdom van de familie Geelvinck ligt in de leverantie van deze houdbare producten aan de VOC en de WIC, want op de schepen, die uitvoeren over de wereldzeeën bestond het dagelijkse menu uit gort of bonen, en op zondag begeleid met stroop en ingezouten vlees. In de loop van de zeventiende eeuw legde de familie Geelvinck zich steeds meer toe op het voorfinancieren van projecten zoals het uitreden van schepen en bestuurlijke functies. Eerst in de 18e eeuw werden het bankiers.

## Biografie
Albert Geelvinck studeerde rechten in Leiden en begon zijn carrière met diverse commissariaten. Zijn vader was burgemeester van Amsterdam en zolang die leefde kon hij niet toetreden tot de vroedschap, zo waren de regels. Albert deed zijn werk, in de verwachting dat zijn oudste broer de firma en hij de zetel van zijn vader zou over te nemen. In 1680 trouwde de toen 33-jarige met de dertien jaar jongere Sara Hinlopen (1660-1749), een dochter van de lakenhandelaar en kunstverzamelaar Jan J. Hinlopen. Sara Hinlopen, was al op jonge leeftijd wees geworden en zag uit naar de dag dat ze zelfstandig haar geld en effecten kon beschikken en had daartoe al pogingen ondernomen, die op niets waren uitgelopen. De oude Geelvinck vroeg toestemming aan de voogd Joan Huydecoper of zijn zoon Albert toegang kon krijgen tot Sara Hinlopen, een aantrekkelijke, maar eigenzinnige partij. Vier maanden later was de zaak beklonken en het huwelijk vond plaats in het kerkje van Sloterdijk, waar haar oom, Albertus van Westerhoff, over wie ook minder vleiende verhalen bekend zijn, als dominee zijn standplaats had.

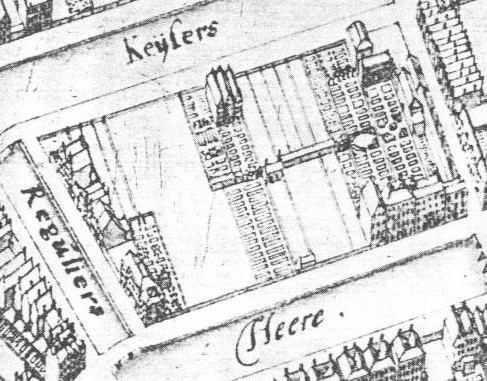
Detail kaart door Jacobus Bosch, waarop is te zien dat in 1680 een groot aantal kavels nog niet waren bebouwd

In datzelfde jaar kocht Albert twee percelen aan de Herengracht, die al vijftien jaar braak lagen. Zijn zuster Brigitte, getrouwd met Albert Bentes, deed dat eveneens, maar die kavels zijn doorverkocht aan Jeronimo de Haze, een roemruchte en puissantrijke burgemeester. In 1683 kocht Geelvinck nog een perceel, zodat de tuin kon worden uitgebreid tot achteraan de Keizersgracht. Daar is in de loop der jaren een pakhuis annex koetshuis verschenen, net als elders op dat stuk gracht. Zijn woonhuis, in 1687 voltooid, is nu het Museum Geelvinck-Hinlopen Huis en geeft een goed beeld van de welvaart van de Amsterdamse regenten. In de hal van het huis is een alliantiewapen van de beide families aangebracht. In de twee aanzienlijke, maar al lange tijd uitgestorven families zaten diverse juridische of financiële specialisten, die in de loop der jaren een behoorlijk kapitaal hadden vergaard; de Hinlopens waren bovendien kunstzinnig onderlegd en zijn vooral daarom beschreven.
Over kunstzinnige aankopen van Geelvinck en zijn vrouw is weinig bekend, maar Sara Hinlopen bracht bij haar huwelijk al een aanzienlijk aantal schilderijen mee, waaronder Esther, Haman en Ahasveros, geschilderd door Rembrandt van Rijn en mogelijk een aantal werken van Gabriel Metsu. De schilderijen zijn nooit in een testament opgenomen vanwege belastingtechnische redenen. Over de oorspronkelijke inrichting is weinig bekend, maar zij had een Rariteitenkabinet met zilveren penningen en Chinees porselein. In december 1689 stierf de oude Geelvinck en enkele dagen later werd Albert benoemd als zijn opvolger in de vroedschap en de WIC. Samen met Ferdinand van Collen en Daniël Bernard is hij in diezelfde maand benoemd in de Sociëteit van Suriname. Albert behield zijn functie tot zijn plotselinge dood in september 1693, en heeft nooit geweten of en hoeveel profijt de navolgende dubieuze expeditie hem opleverde.

## De slavenexpeditie van deDebora Amarentia
In december 1692 gaf hij samen met Hendrick van Baerle opdracht 500 slaven naar Suriname te vervoeren, toen de WIC vanwege tegenvallende opbrengsten in gebreke bleef en mogelijk door gebrekkige organisatie niet aan zijn toegezegde verplichtingen voldeed. Schipper was Arend van der Stolck die net terugkwam van een slavenexpeditie. Hij kreeg de opdracht naar Calabar te varen, vanaf de late 17e eeuw de grootste slavenhandelsplaats van Afrika. Naar schatting een kwart tot een derde van alle naar Amerika vervoerde Afrikanen werd uitgevoerd via die havenstad.

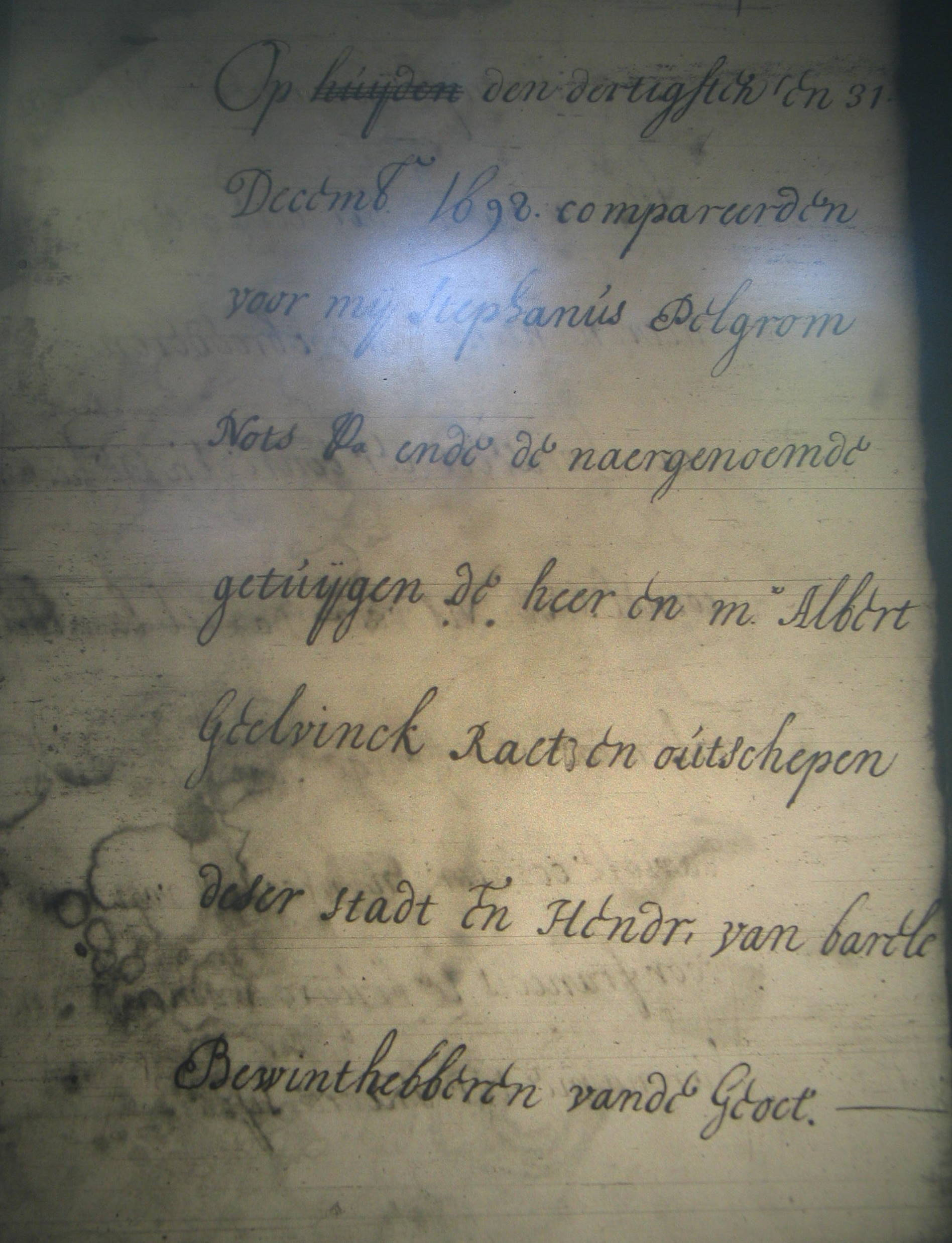
Akte waarin Albert Geelvinck en Hendrick van Baerle een schip laten uitrusten om 500 slaven van Afrika naar Suriname te transporteren

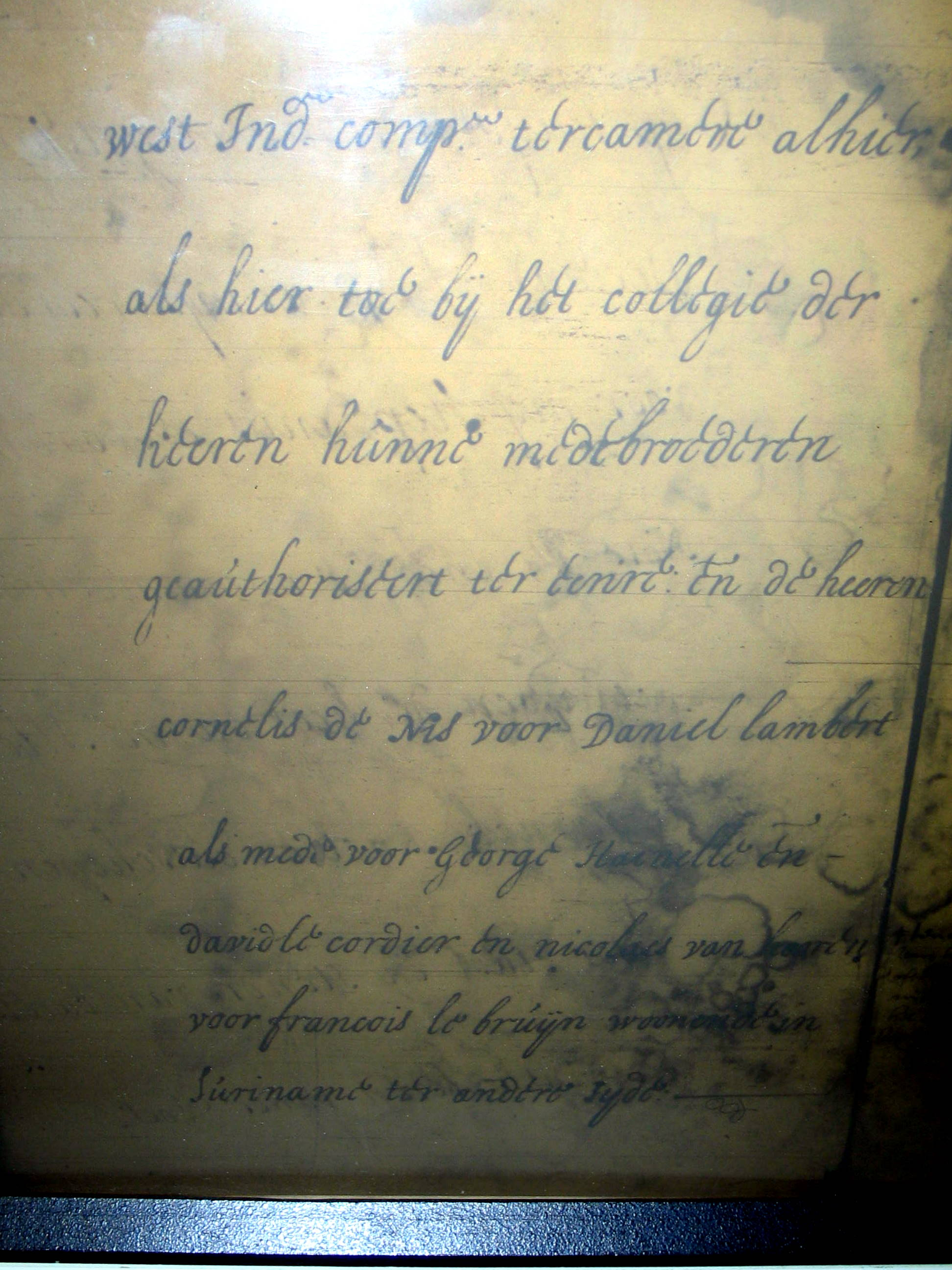
Tweede pagina van de betreffende akte waarin de zes opdrachtgevers staan genoemd

Het schip, de Debora Amarentia had zijn basis in Enkhuizen, en was mogelijk in het bezit van Jacob Compostel, een burgemeester van Enkhuizen, die in 1693 stierf. Het schip was vernoemd naar zijn dochter, bij de tewaterlating waarschijnlijk nog in haar kinderjaren. Aan boord van ieder schip gingen commiezen mee: voor de WIC én de reders, die elkaar soms bedreigden, want de een verbood de smokkel in goud en ivoor en de ander probeerde op alle mogelijke manieren het verbod op die handel te ontduiken.

## Nasleep
Omdat er geen kinderen uit het huwelijk waren voortgekomen, moest de weduwe successierechten betalen. Geelvinck bezat obligaties bij de VOC, landerijen in 's Graveland, op Texel en bij de Zijpersluis. Bovendien werd duidelijk dat hij een lijfrente betaalde voor Lucia Wijbrants, de weinig populaire stiefmoeder van zijn echtgenote. Het riante woonhuis werd op 24 000 gulden geschat. Albert Geelvinck kreeg een "goedkope" begrafenis in de Oude kerk. (De nazaten van Rembrandt betaalden meer voor diens begrafenis in de Westerkerk). Het baantje bij de Sociëteit van Suriname is doorgeschoven aan Jacob Hinlopen de jonge.
Joan Geelvinck nam zijn zetel in de vroedschap over en bouwde de handelsfirma verder uit.